# Venera 11
Venera 11 (ryska: Венера-11) var en sovjetisk rymdsond i Veneraprogrammet. Rymdsonden sköts upp den 9 september 1978, med en Proton raket. Farkosten bestod av två delar, en satellit och en landare. I samband med att farkosten passerade Venus, separerade landaren från moderfarkosten. Landaren nådde planetens yta den 25 december 1978. Landaren sände data från yta i minst 95 minuter
Moderfarkosten fortsatte förbi Venus och gick in i en omloppsana runt solen. Farkosten bar flera instrument för att studera Solen.

### Fotnoter
1. ↑  ”NASA Space Science Data Coordinated Archive” (på engelska). NASA. https://nssdc.gsfc.nasa.gov/nmc/spacecraft/display.action?id=1978-084D. Läst 26 mars 2020.